# Digic Pictures
DIGIC Pictures — це угорська студія 3D-анімації зі штаб-квартирою в Будапешті, що спеціалізується на створенні кінематографічних роликів, кат-сцен і трейлерів до відеоігор. Компанія також має власну студію Digic Motion, що спеціалізується виключно на процесі захоплення руху. У 2021 році компанію придбали Embracer Group у рамках угоди за нерозголошену суму, зробивши її дочірньою компанією Saber Interactive.

## Історія
Компанія DIGIC Pictures була заснована в грудні 2001 року Алексом С. Раббом у складі Black Hole Entertainment і спочатку створювала трейлери та рекламні тизери для їх продукції. У 2002 році Digic створили п'ять сюжетних кінематографічних відеороликів для Armies of Exigo. Студія також брала участь у виробництві фільму Термінатор 3: Повстання машин, розробивши спецефекти до 60 сцен.
З початку 2006 року Digic Pictures співпрацювали з багатьма розробниками відеоігор, водночас виробляючи анімаційні короткометражки для геймерської аудиторії, включаючи інтро, аутро, трейлери та промо-ролики для цілих серій відеоігор Warhammer, Darksiders, Assassin's Creed та Mass Effect. Трейлер Assassin's Creed Unity був представлений на ігровій конференції E3 у 2014 році. У листопаді 2014 року Digic створили титульний трейлер для Call of Duty: Advanced Warfare. У 2015 році були випущені кінематографічний трейлер Assassin's Creed Unity: Dead Kings та Assassin's Creed Syndicate. Також у 2015 році був опублікований кінематографічний трейлер до Відьмак 3: Дикий гін.
З 2016 року студія створює кінематографічний контент для Destiny, Kingsglaive: Final Fantasy XV, Final Fantasy XV, League of Legends, Lineage, Гвинт, Assassin's Creed Origins, Call Of Duty: WWII, Rainbow Six Siege та Elden Ring. Крім CG-трейлерів, Digic також створили внутрішньоігрові сюжетні кінематографічні сцени для гри Destiny 2.
У 2021 році компанію придбали Embracer Group у рамках угоди за нерозголошену суму, зробивши її дочірньою компанією Saber Interactive.

## Продукція
| Рік  | Відеогра / Фільм                            | CGI                                                | Розробник                | Нагороди та відгуки | Дж.    |
| ---- | ------------------------------------------- | -------------------------------------------------- | ------------------------ | --- | ------ |
| 2004 | Armies of Exigo                             | Beast Fallen Human Intro Outro                     | Black Hole Entertainment | | [ 26 ] |
| 2006 | Warhammer: Mark of Chaos                    | Mark of Chaos — Teaser Mark of Chaos — Intro movie | Black Hole Entertainment | № 64 у списку «100 Кращих трейлерів всіх часів» за версією GameTrailers | [ 29 ] |
| 2007 | Universe at War: Earth Assault              |                                                    | Petroglyph               | | [ 30 ] |
| 2007 | Warhammer: Battle March                     |                                                    | Black Hole Entertainment | | [ 31 ] |
| 2007 | The Secret World                            | Firestarter Grifter Puritan Zuberi                 | Funcom                   | № 78 у списку «100 Кращих трейлерів всіх часів» за версією GameTrailers | [ 36 ] |
| 2008 | Aliens: Colonial Marines                    | Тизер                                              | Gearbox Software         | | [ 37 ] |
| 2009 | Darksiders: Wrath of War                    | Трейлер                                            | Vigil Games              | | [ 38 ] |
| 2009 | Alpha Protocol                              | Трейлер                                            | Obsidian                 | | [ 39 ] |
| 2009 | Assassin's Creed II                         | Трейлер                                            | Ubisoft Montreal         | Найкращий технічний приз на Siggraph Asia 2009 Нагорода за найкращий пост-продакшн на Animago Award 2009 № 3 у списку «100 Кращих трейлерів всіх часів» за версією GameTrailers | [ 43 ] |
| 2010 | Prince of Persia: The Forgotten Sands       | Інтро                                              | Ubisoft Montreal         | | [ 44 ] |
| 2010 | Assassin's Creed Brotherhood                | Трейлер                                            | Ubisoft Montreal         | | [ 45 ] |
| 2010 | Civilization V                              | Інтро                                              | Firaxis Games            | | [ 46 ] |
| 2010 | Dragon Age II                               | Трейлер                                            | Bioware                  | | [ 47 ] |
| 2010 | Mass Effect 3                               | «Take Earth Back» трейлер                          | Bioware                  | | [ 48 ] |
| 2011 | Assassin's Creed Revelations                | Трейлер                                            | Ubisoft Montreal         | № 29 у списку «100 Кращих трейлерів всіх часів» за версією GameTrailers | [ 49 ] |
| 2012 | Assassin's Creed III                        | Трейлер                                            | Ubisoft Montreal         | | [ 50 ] |
| 2012 | Castlevania: Lords of Shadow 2              | Трейлер                                            | MercurySteam             | | [ 51 ] |
| 2012 | Splinter Cell Blacklist                     | Трейлер                                            | Ubisoft Toronto          | | [ 52 ] |
| 2012 | Halo 4                                      | Prologue Infinity Ending Epilogue                  | 343 Industries           | |        |
| 2013 | Assassin's Creed 4 Black Flag               | Анонс-трейлер E3 трейлер                           | Ubisoft Montreal         | | [ 59 ] |
| 2013 | Watch Dogs                                  | «Exposed» трейлер                                  | Ubisoft Montreal         | | [ 60 ] |
| 2014 | Assassin's Creed Unity                      | E3 трейлер «Arno Master Assassin»                  | Ubisoft Montreal         | Зазначений для показу на Siggraph Asia 2014 Electronic Theatre | [ 41 ] |
| 2014 | Call of Duty: Advanced Warfare              | Внутрішньоігрові катсцени                          | Sledgehammer Games       | | [ 63 ] |
| 2015 | Assassin's Creed Unity: Dead Kings          | Трейлер                                            | Ubisoft                  | | [ 7 ]  |
| 2015 | Відьмак 3: Дикий гін                        | Launch Cinematic                                   | CD Projekt S.A           | Зазначений для показу в Siggraph Asia 2015 Electronic Theatre | [ 9 ]  |
| 2015 | Assassin's Creed Syndicate                  | Трейлер                                            | Ubisoft Quebec           | | [ 8 ]  |
| 2016 | Destiny: The Taken King                     | Трейлер                                            | Bungie                   | | [ 10 ] |
| 2016 | Kingsglaive: Final Fantasy XV               | Сцена битви                                        | Square Enix              | | [ 11 ] |
| 2016 | Final Fantasy XV                            | «Omen» трейлер                                     | Square Enix              | Зазначений для показу в програмі анімаційних театрів SIGGRAPH ASIA 2016 | [ 12 ] |
| 2017 | League of Legends                           | Трейлер                                            | Riot Games               | |        |
| 2017 | Lineage                                     | Трейлер                                            | NCsoft                   | | [ 13 ] |
| 2017 | Гвинт: Відьмацька карткова гра              | Трейлер                                            | CD Projekt Red           | Прийнято як рецензовану роботу до Програми електронного театру SIGGRAPH Asia 2017 Computer Animation Festival                                                                   | [ 14 ] |
| 2017 | Assassin's Creed Origins                    | Трейлер                                            | Ubisoft                  | | [ 15 ] |
| 2017 | Call of Duty: WWII                          | Трейлер                                            | Sledgehammer Games       | | [ 16 ] |
| 2017 | Destiny 2                                   | Внутрішньоігрові катсцени                          | Bungie                   | | [ 20 ] |
| 2018 | Lost Ark                                    | Трейлер                                            | Smilegate                | | [ 67 ] |
| 2019 | Rainbow Six Siege                           | «The Hammer and the Scalpel»                       | Ubisoft                  | | [ 17 ] |
| 2019 | Sniper Ghost Warrior Contracts              | Трейлер                                            | CI Games                 | | [ 68 ] |
| 2019 | Darksiders Genesis                          | Тизер                                              | Airship Syndicate        | | [ 69 ] |
| 2020 | Assassin's Creed Valhalla                   | Трейлер                                            | Ubisoft                  | | [ 70 ] |
| 2022 | Elden Ring                                  | Трейлер                                            | Bandai Namco             | | [ 18 ] |
| 2022 | Godfall                                     | Інтро                                              | Counterplay Games        | | [ 71 ] |
| 2022 | Rainbow Six Extraction                      | Трейлер                                            | Ubisoft Montreal         | | [ 72 ] |
| 2022 | Rainbow Six Siege                           | «The Playbook» трейлер                             | Ubisoft                  | | [ 73 ] |
| 2022 | Unknown 9: Awakening                        | Анонс-трейлер                                      |                          | | [ 74 ] |
| 2022 | Assassin's Creed Valhalla: Dawn of Ragnarök | Трейлер                                            | Ubisoft                  | | [ 75 ] |
| 2022 | Rainbow Six Siege                           | «Sisters in Arms» трейлер                          | Ubisoft                  | | [ 76 ] |